# Oshogbo
Oshogbo je město v Nigérii ve státě Osun. Leží 88 kilometrů severovýchodně od Ibadanu, 108 kilometrů jižně od Ilorinu a 108 kilometrů severozápadně od Akure v nadmořské výšce asi 320 m n. m. V roce 2022 ve městě žilo asi 201 900 obyvatel. Město se nachází na železnici z Lagosu do Kana. Město je také klíčovým centrem zemědělství v regionu, když se v jeho okolí hojně pěstují jam, maniok, tabák, bavlna nebo různé obilniny. Většina obyvatel města jsou Jorubové.